# Список умерших в 813 году

## Февраль
- 13 февраля — Аарон Осерский, епископ Осера (800—813), католический святой.

## Август
- 19 августа — Рихульф, архиепископ Майнца (787—813).

## Сентябрь
- 25 сентября — Мухаммад аль-Амин, багдадский халиф (809—813).

## Дата смерти неизвестна или требует уточнения
- Мухаммад ибн Исмаил, имам.